# خورش نعنا جعفری
خورش نعنا و جعفری، یکی از غذای سنتی محلی اصفهان است، که غذای کاملی برای گیاه‌خوارها هم می‌تواند باشد.
خورش نعنا جعفری از آن دسته غذاهایی هستند که می‌توانند با گوشت یا بدون گوشت طبخ شوند و شیوه‌های متنوعی برای تهیه آن‌ها وجود دارد. در این میان هم برخی ترجیح می‌دهند خورش نعنا جعفری را با طعم شیرین و برخی دیگر با مزه ترش درست کنند.
یک نکته کلیدی برای خورش پزی همیشه مورد توجه است که در اصطلاح به آن «جا افتادن خورش» می‌گویند. جا افتادن زمانی است که تمام مواد تشکیل دهنده خورش کاملاً پخته شده و آب آن هم در بهترین مقدار خود باشد.
دلیل این که جا انداختن خورش هنر خاصی به نظر می‌رسد، این است که مدت زمان و نحوه پخت هر جزء از مواد خورش متفاوت است و فقط تجربه و تبحر آشپز می‌تواند تمام آن‌ها را در یک نقطه به هم برساند و ترکیبی خوش عطر و طعم و عالی تهیه کند.

## دستور پخت
- گوشت سردست
- گوجه سبز/آلوچه
- نعنا خشک
- جعفری خشک
- پیاز داغ
- پیاز
- نمک و زردچوبه

پیاز داغ را با یک حبه سیر له شده تفت دهید، سپس زردچوبه را به آن اضافه کرده و تفت دهید.
سبزیجات خشک (نعنا و جعفری ساییده نشده) را به پیاز اضافه کرده و فوری از روی حرارت بردارید.
یک عدد پیاز را خرد کرده و جداگانه سرخ کنید، سپس گوشت را به آن اضافه کرده و تفت دهید.
وقتی رنگ گوشت عوض شد به مواد نعناع و جعفری اضافه کرده، آب جوش به آن افزوده و شعله را ملایم کنید تا گوشت بپزد.
وقتی گوشت کاملاً پخت و جا افتاد، گوجه سبز را به آن اضافه کرده و پس از اینکه رنگ آن تغییر کرد نمک را اضافه کنید (البته در صورت تمایل به ترش بودن خورش).
وقتی گوجه سبز پخته شد حرارت را خاموش کرده و خورش را در ظرف مناسب بکشید.